# 氯化钾
氯化钾（化学式：KCl），英文：Potassium chloride。氯化物的一種，白色结晶或结晶性粉末，易溶于水和甘油，难溶于醇，不溶于醚和丙酮。

## 製備
可以由氫氧化鉀跟鹽酸的酸鹼中和反應中製備而成。化學式如下：
KOH  +  HCl   →   KCl  +  H2O
氯化鉀亦可以由鹽酸和碳酸鉀等鉀鹽反應製備而成。

## 用途
氯化钾在农业上是常用的肥料（一般稱為「钾肥」），在台灣俗稱為“紅加里”。它還可用於醫藥、科學應用及食品加工等。食鹽裡面以部分氯化鉀取代氯化鈉，可減少鈉的攝取、降低高血壓之可能性。但由於氯化钾有苦味與金屬味，且鈉仍是人體必需的宏量元素，故無法完全取代氯化鈉。

## 注意
口服过量氯化鉀有毒；半數致死量约為2500 mg/kg（与普通食盐的毒性（3000mg/kg）近似）。静脉注射的半數致死量約為100 mg/kg，但是它对心肌的严重的副作用值得注意，高剂量会导致心脏停跳和猝死。注射死刑就是利用氯化钾过量静脉注射而导致心脏停跳。

## 延伸閲讀
- Lide, D. R. (编),  86th, Boca Raton (FL): CRC Press, 2005, ISBN 0-8493-0486-5
- Greenwood, Norman N.; Earnshaw, A. . Oxford: Pergamon. 1984. ISBN 0-08-022057-6.